# A Comédia Humana (1943)
A Comédia Humana  (The Human Comedy, no original em inglês) é um filme estadunidense de 1943, do gênero comédia, dirigido por Clarence Brown e estrelado por Mickey Rooney e Frank Morgan.

## Produção

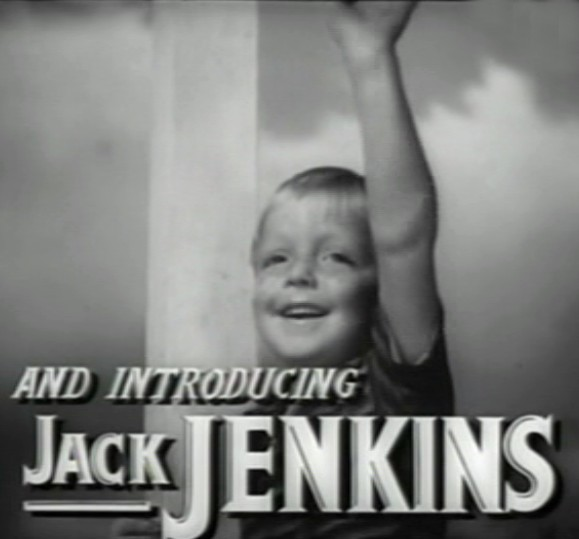
Jack Jenkins no trailer do filme. The Human Comedy foi sua estreia nas telas. Sua carreira durou apenas seis anos -- ele abandonou o cinema em 1948 ao adquirir uma gagueira crônica, que o acompanhou por toda a vida.

Supostamente o filme preferido do chefe de produção da MGM, Louis B. Mayer, The Human Comedy é visto pela crítica como um dos melhores, se não o melhor, desempenho de Mickey Rooney no cinema. Sua atuação somente é ameaçada por Jack Jenkins, um ator de cinco anos de idade, que quase rouba o filme.
Ao contrário do que se pensa, o roteiro não vem do romance best-seller de William Saroyan, mas, sim, de uma ideia original que ele desenvolveu para a MGM. Somente após ser despedido é que Saroyan escreveu o livro, com base no argumento que ele deixara no estúdio e que foi roteirizado por Howard Estabrook. O trabalho do escritor foi premiado pela Academia com o Oscar de Melhor História Original.
Além do Oscar para Saroyan, o filme concorreu em outras quatro importantes categorias, entre elas, Melhor Filme e Melhor Diretor.
Apesar de um enredo açucarado e excessivamente sentimental, ou exatamente por conta disso, esta "apoteose da devoção de Louis B. Mayer aos valores da família" conquistou as plateias e continua muito bem visto pela crítica.
Ken Wlaschin considera o filme um dos onze melhores da carreira de Mickey Rooney.

## Sinopse

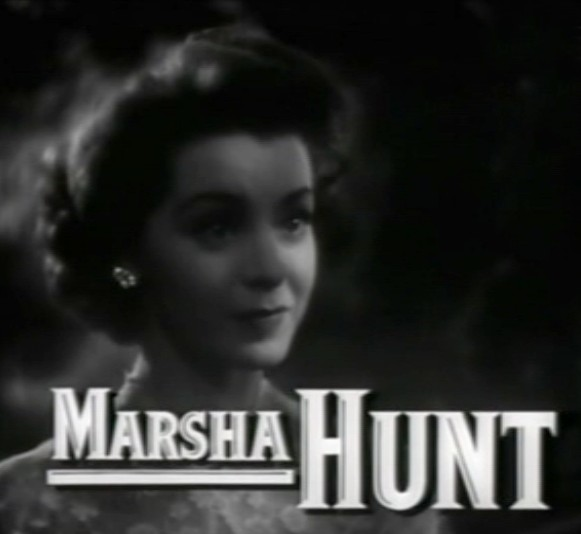
Outra imagem do trailer do filme, agora com Marsha Hunt.

O jovem Homer Macauley trabalha no serviço de telégrafos e leva as boas e más notícias aos habitantes da pequena cidade de Ithaca, na Califórnia. Homer cuida da mãe viúva e de Ulysses, seu irmão mais novo. Marcus, o mais velho, está na Europa lutando na Segunda Guerra Mundial. Já a irmã Bess procura um namorado.

## Premiações
| Patrocinador                                  | Prêmio      | Categoria | Situação                   |
| --------------------------------------------- | ----------- | --- | -------------------------- |
| Academia de Artes e Ciências Cinematográficas | Oscar       | Melhor Filme Melhor Diretor Melhor Ator (Mickey Rooney) Melhor História Original Melhor Fotografia (preto e branco) | Indicado Vencedor Indicado |
| New York Film Critics Circle                  | NYFCC Award | Melhor Filme | Segundo lugar              |

- Film Daily: Dez Melhores Filmes de 1943

## Elenco
| Ator/Atriz          | Personagem       |
| ------------------- | ---------------- |
| Mickey Rooney       | Homer Macauley   |
| Frank Morgan        | Willie Grogran   |
| James Craig         | Tom Spangle      |
| Marsha Hunt         | Diana Steed      |
| Fay Bainter         | Senhora Macauley |
| Ray Collins         | Senhor Macauley  |
| Van Johnson         | Marcus Macauley  |
| Donna Reed          | Bess Macauley    |
| Jack Jenkins        | Ulysses Macauley |
| Dorothy Morris      | Mary Arena       |
| John Craven         | Tobey George     |
| Ann Ayars           | Senhora Sandoval |
| Mary Nash           | Senhorita Hicks  |
| Henry O'Neill       | Charles Steed    |
| Katharine Alexander | Senhora Steed    |
| Barry Nelson        | Fat              |